# Brax (Haute-Garonne)
Brax település Franciaországban, Haute-Garonne megyében. Lakosainak száma 2938 fő (2022. január 1.). Brax Lasserre-Pradère, Léguevin, Pibrac és Lasserre községekkel határos.

## Népesség
A település népességének változása:
| Lakosok száma | 458  | 1202 | 2017 | 2373 | 2624 | 2651 | 2811 | 2836 | 2887 | 2938 |
|               | 1968 | 1982 | 1999 | 2006 | 2011 | 2015 | 2017 | 2018 | 2020 | 2022 |